# Arena Santa Giulia
L'Arena Santa Giulia, indicata anche come CTS Eventim Arena dal nome del suo proprietario CTS Eventim, o, provvisoriamente in occasione dei XXV Giochi olimpici invernali, Milano Santa Giulia Ice Hockey Arena o PalaItalia, sarà un impianto sportivo polivalente di Milano, attualmente in costruzione. La sua progettazione è nata in occasione della candidatura di Milano e Cortina d'Ampezzo a ospitare le Olimpiadi e Paralimpiadi invernali del 2026, e in questi eventi vi saranno disputati parte dei tornei maschile e femminile di hockey su ghiaccio ai XXV Giochi olimpici invernali e il torneo di hockey su slittino ai XIV Giochi paralimpici invernali. Di proprietà privata, dopo i Giochi verrà utilizzato per eventi sportivi, culturali e musicali.

## Storia
L'arena rientra nel contesto di riqualificazione del quartiere Santa Giulia, situato nella periferia sudest di Milano e denominato Montecity-Rogoredo. L'idea di realizzare questa struttura sportiva polivalente nacque in occasione della Candidatura di Milano e Cortina d'Ampezzo per ospitare i XXV Giochi olimpici invernali; tuttavia, l'amministrazione cittadina stabilì che l'impianto si dovesse realizzare indipendentemente dalla scelta della città ospitante.
La progettazione è stata affidata alla Risanamento S.p.A., attraverso la controllata Santa Giulia S.p.A.
A una settimana dal voto del CIO, la società ha reso noto di aver siglato un patto con la società australiana Lendlease e la Ogv Europe Limited per la costruzione del palazzetto. La bonifica dell'area dove sorgerà l'impianto sportivo ha avuto inizio nei primi mesi del 2022.
Dal 5 al 22 febbraio 2026 ospiterà parte dei tornei maschile e femminile di hockey su ghiaccio ai XXV Giochi olimpici invernali, comprese le finali per l'assegnazione delle medaglie.